# Atletica leggera ai Giochi della XXIV Olimpiade - 400 metri ostacoli femminili

Video della Finale

I 400 metri ostacoli hanno fatto parte del programma femminile di atletica leggera ai Giochi della XXIV Olimpiade. La competizione si è svolta nei giorni 25-28 settembre 1988 allo Stadio olimpico di Seul.

## Presenze ed assenze delle campionesse in carica
| Competizione        | Atleta              | Prestazione | Seul 1988    |
| ------------------- | ------------------- | ----------- | ------------ |
| Olimpiadi 1984      | Nawal El Moutawakel | 54” 61      | Rit. 1987    |
| Commonwealth 1986   | Debbie Flintoff     | 54” 94      | Presente     |
| Goodwill Games 1986 | Marina Stepanova    | 53” 81      | Presente     |
| Europei 1986        | Marina Stepanova    | 53” 32      | Rit. 1987    |
| Asiatici 1986       | Pilavullakandi Usha | 56” 08      | Presente     |
| Panamericani 1987   | Judi Brown-King     | 54” 23      | 5ª ai Trials |
| Africani 1987       | Maria Usifo         | 55” 72      | Presente     |
| Mondiali 1987       | Sabine Busch        | 53” 62      | Presente     |

1. ↑  Nel prosieguo di quel 1986 batté il suo record mondiale correndo in 52” 94.

## La gara
Nella prima semifinale è battaglia tra Debbie Flintoff-King e Tat'jana Ledovskaja. Prevale l'australiana per un solo centesimo (54"00 a 54"01). Nella seconda serie vince la tedesca est Ellen Fiedler con 54"28.

In finale, la Ledovskaja si mette subito in testa e conduce la gara. Ma la Flintoff-King vince in rimonta, agguantando la sovietica negli ultimi metri, probabilmente convinta di avere già vinto. Entrambe vanno sotto il precedente record olimpico. Terza la Fiedler, quarta la campionessa mondiale Sabine Busch, la più delusa della gara. 
Dietro al miglior tempo fra le escluse dell'americana Sheffield, l'italiana Irmgard Trojer ottiene il suo secondo record italiano consecutivo con il tempo di 55"74 (sesta prestazione italiana di sempre) , abbassando di cinque decimi il precedente limite (56"29) realizzato a Sestriere l'11 agosto 1988.
La Flintoff-King e la Ledovskaja hanno realizzato rispettivamente la seconda e la terza prestazione mondiale di sempre.

## Risultati

### Turni eliminatori
| 5 Batterie   | 25 settembre | 35 partenti   | Si qualificano le prime 3 + il miglior tempo. |
| 2 Semifinali | 26 settembre | 8 + 8         | Si qualificano le prime 4.                    |
| Finale       | 28 settembre | 8 concorrenti |                                               |

## Batterie
Domenica 25 settembre 1988.

Si qualificano per il secondo turno le prime 3 classificate di ogni batteria (Q). Viene ripescato il miglior tempo fra le escluse (q).

### 1ª Batteria
| Posizione | Corsia | Nome               | Nazionalità      | Tempo | Note                          |
| --------- | ------ | ------------------ | ---------------- | ----- | ----------------------------- |
| 1         | -      | Susanne Losch      | Germania Est     | 55"90 | Q                             |
| 2         | -      | Tatjana Ledovskaja | Unione Sovietica | 55"91 | Q                             |
| 3         | -      | Elaine McLaughlin  | Gran Bretagna    | 56"11 | Q                             |
| 4         | -      | Rose Tata-Muya     | Kenya            | 56"18 |                               |
| 5         | -      | Marie Womplou      | Costa d'Avorio   | 57"35 |                               |
| 6         | -      | Christine Wynn     | Canada           | 58"00 | Miglior prestazione personale |
| 7         | -      | Usha Pilavulakandi | India            | 59"55 | [ 3 ]                         |

### 2ª Batteria
| Posizione | Corsia | Nome               | Nazionalità  | Tempo   | Note                          |
| --------- | ------ | ------------------ | ------------ | ------- | ----------------------------- |
| 1         | -      | Sabine Busch       | Germania Est | 55"96   | Q                             |
| 2         | -      | Gretha Tromp       | Paesi Bassi  | 56"11   | Q                             |
| 3         | -      | Genowefa Blaszak   | Polonia      | 56"18   | Q                             |
| 4         | -      | Jennifer Laurendet | Australia    | 56"44   | Miglior prestazione personale |
| 5         | -      | Rosey Edeh         | Canada       | 56"59   |                               |
| 6         | -      | Ruth Kyalisima     | Uganda       | 59"62   | [ 4 ]                         |
| 7         | -      | Nenita Adan        | Filippine    | 1'01"92 |                               |

### 3ª Batteria
| Posizione | Corsia | Nome                 | Nazionalità      | Tempo | Note |
| --------- | ------ | -------------------- | ---------------- | ----- | ---- |
| 1         | -      | Ellen Fiedler        | Germania Est     | 54"58 | , Q  |
| 2         | -      | Anita Protti         | Svizzera         | 54"81 | , Q  |
| 3         | -      | Tatjana Kuročkina    | Unione Sovietica | 55"04 | Q    |
| 4         | -      | LaTanya Sheffield    | Stati Uniti      | 55"61 | , q  |
| 5         | -      | Maria Usifo          | Nigeria          | 55"99 |      |
| 6         | -      | Helga Halldorsdottir | Islanda          | 58"99 |      |
| 7         | -      | Soon-Ja Kim          | Corea del Sud    | 59"78 |      |

### 4ª Batteria
| Posizione | Corsia | Nome                 | Nazionalità   | Tempo   | Note                          |
| --------- | ------ | -------------------- | ------------- | ------- | ----------------------------- |
| 1         | -      | Debbie Flintoff-King | Australia     | 54"99   | Q                             |
| 2         | -      | Cristina Pérez       | Spagna        | 55"29   | , Q                           |
| 3         | -      | Sally Gunnell        | Gran Bretagna | 55"44   | Q                             |
| 4         | -      | Irmgard Trojer       | Italia        | 55"74   | Record nazionale              |
| 5         | -      | Leslie Maxie         | Stati Uniti   | 57"60   |                               |
| 6         | -      | Barbara Johnson      | Irlanda       | 58"61   | Miglior prestazione personale |
| 7         | -      | Chang Fen Hwa        | Taipei cinese | 1'00"16 | [ 6 ]                         |

### 5ª Batteria
| Posizione | Corsia | Nome                   | Nazionalità    | Tempo | Note                          |
| --------- | ------ | ---------------------- | -------------- | ----- | ----------------------------- |
| 1         | -      | Gudrun Abt             | Germania Ovest | 55"72 | Q                             |
| 2         | -      | Schowonda Williams     | Stati Uniti    | 55"98 | Q                             |
| 3         | -      | Chantal Beaugeant      | Francia        | 56"03 | Q                             |
| 4         | -      | Sally Hamilton-Fleming | Australia      | 55"08 |                               |
| 5         | -      | Liliana Chala          | Ecuador        | 57"15 |                               |
| 6         | -      | Semra Aksu             | Turchia        | 57"20 | Miglior prestazione personale |
| 7         | -      | Simone Laidlow         | Gran Bretagna  | 59"28 |                               |

## Semifinali
Lunedì 26 settembre 1988.

Accedono alla finale le prime 4 di ciascuna semifinale (Q). Non ci sono ripescaggi.

### 1ª Semifinale
| Posizione | Corsia | Nome                 | Nazionalità      | Tempo | Note                          |
| --------- | ------ | -------------------- | ---------------- | ----- | ----------------------------- |
| 1         | -      | Debbie Flintoff-King | Australia        | 54"00 | , Q                           |
| 2         | -      | Tatjana Ledovskaja   | Unione Sovietica | 54"01 | , Q                           |
| 3         | -      | LaTanya Sheffield    | Stati Uniti      | 54"36 | , Q                           |
| 4         | -      | Sally Gunnell        | Gran Bretagna    | 54"48 | , Q                           |
| 5         | -      | Anita Protti         | Svizzera         | 54"56 | Miglior prestazione personale |
| 6         | -      | Susanne Losch        | Germania Est     | 55"56 |                               |
| 7         | -      | Genowefa Blaszak     | Polonia          | 56"76 |                               |
| 8         | -      | Gretha Tromp         | Paesi Bassi      | 57"57 |                               |

### 2ª Semifinale
| Posizione | Corsia | Nome               | Nazionalità      | Tempo | Note                          |
| --------- | ------ | ------------------ | ---------------- | ----- | ----------------------------- |
| 1         | -      | Ellen Fiedler      | Germania Est     | 54"28 | Q                             |
| 2         | -      | Tatjana Kuročkina  | Unione Sovietica | 54"46 | , Q                           |
| 3         | -      | Gudrun Abt         | Germania Ovest   | 54"52 | , Q                           |
| 4         | -      | Sabine Busch       | Germania Est     | 54"71 | , Q                           |
| 5         | -      | Cristina Pérez     | Spagna           | 55"23 | Miglior prestazione personale |
| 6         | -      | Elaine McLaughlin  | Gran Bretagna    | 55"91 | Miglior prestazione personale |
| 7         | -      | Schowonda Williams | Stati Uniti      | 56"71 |                               |
| 8         | -      | Chantal Beaugeant  | Francia          | 56"94 |                               |

## Finale
| Record mondiale      | Marina Stepanova     | 52"94 | Tashkent | 17 settembre 1986 |
| Record olimpico      | Debbie Flintoff-King | 54"00 | Seul     | 26 settembre 1988 |
| Capolista stagionale | Debbie Flintoff-King | 54"00 | Seul     | 26 settembre 1988 |

Mercoledì 28 settembre 1988, Stadio olimpico di Seul.
| Pos. | Corsia | Atleta               | Età | Nazione          | Tempo | Note                          |
| ---- | ------ | -------------------- | --- | ---------------- | ----- | ----------------------------- |
|      | 3      | Debbie Flintoff-King | 28  | Australia        | 53"17 |                               |
|      | 5      | Tatjana Ledovskaja   | 22  | Unione Sovietica | 53"18 | Miglior prestazione personale |
|      | 6      | Ellen Fiedler        | 29  | Germania Est     | 53"63 | Miglior prestazione personale |
| 4    | 7      | Sabine Busch         | 24  | Germania Est     | 53"69 | Miglior prestazione personale |
| 5    | 2      | Sally Gunnell        | 22  | Gran Bretagna    | 54"03 | Miglior prestazione personale |
| 6    | 8      | Gudrun Abt           | 26  | Germania Ovest   | 54"04 | Miglior prestazione personale |
| 7    | 1      | Tatyana Kurotchkina  | 21  | Unione Sovietica | 54"39 | Miglior prestazione personale |
| 8    | 4      | LaTanya Sheffield    | 24  | Stati Uniti      | 55"32 |                               |